# Catherine de Lorraine-Mayenne
Pour les articles homonymes, voir Catherine de Lorraine (homonymie).
Pour les autres membres des familles, voir Maison de Lorraine et Maison Gonzague.
Catherine de Mayenne dite aussi Catherine de Lorraine, duchesse de Nevers, est une grande noble française de la Maison de Lorraine-Guise, née en 1585 en France et morte le 8 mars 1618 à Paris (France).

## Biographie
Catherine était le troisième enfant et la fille aînée du célèbre Mayenne, Charles de Lorraine, duc de Mayenne et d'Aiguillon et d'Henriette de Savoie-Villars, elle-même fille d'Honorat II de Savoie, comte puis marquis de Villars et de Sommerive.
Elle épousa, le 1er février 1599, à Soissons, Charles Gonzague alors duc de Nevers et de Rethel, âgé de 18 ans.
Ils eurent six enfants :
- François, né en 1606, duc de Rethel, décédé le 13 octobre 1622 à l'âge de 16 ans ;
- Charles, né en 1609, qui deviendra en 1621, à la mort de son oncle Henri, frère de sa mère, duc de Mayenne sous le titre de Charles III de Mayenne, reprendra en 1622, à la mort de son frère aîné, le titre de courtoisie de duc Charles IV de Rethel et décédera en 1631 à l'âge de 22 ans ;
- Ferdinand, né en 1610, qui deviendra, en 1631 à la mort de son frère Charles, duc de Mayenne sous le titre de Ferdinand de Mayenne et mourra en 1632 à l'âge de 22 ans ;
- Marie-Louise, né en 1611, qui épousera successivement deux rois de Pologne, Ladislas IV Vasa dont elle sera veuve puis son demi-frère Jean II Casimir Vasa et décédera en 1667 à l'âge de 56 ans ;
- Bénédicte, née en 1614, qui prononcera ses vœux en 1633, deviendra abbesse d'Avenay près d'Épernay (actuel département de la Marne, France) et décédera le 20 décembre 1637 à l'âge de 23 ans ;
- Anne-Marie de Mantoue, née en 1616, qui épousera en 1639 Henri II de Guise, le petit-fils du célèbre Balafré assassiné sur ordre du roi Henri III, dont elle divorcera en 1641 pour se remarier avec Édouard, prince Palatin (d'où une nombreuse postérité et des unions avec maintes maisons nobles ou souveraines d'Europe ; et dont aussi la succession de Guise), et décédera en 1684 à l'âge de 68 ans.

Catherine participa activement à l'administration et l'ordonnancement des fiefs de son époux et de ses enfants. De plus, tout comme son mari, elle fut sincèrement pieuse et dévote. L'histoire a retenu, avant tout, les créations de fondations religieuses, monastères, abbayes ou églises, d'établissements d'enseignement, d'hôpitaux. Selon Hilarion de Coste (voir ci-après, lien externe du Siefar), le grand nombre des Eglises et des Monasteres qu'elle a bastis et fondez en divers endroits de ses terres, sont encore de bonnes marques de sa devotion et de sa pieté, et de celle du Duc de Nevers son mary…. De même, dans la ville nouvelle qu'ils créent en 1606 à Charles-ville, on voit un College de la Compagnie de Jesus, où la jeunesse est instruite à la pieté et aux bonnes lettres. Il y a encor un Convent de Capucins, estably et basty de leurs aumosnes et liberalitez. L'Hospital de la mesme ville est encor un asseuré témoignage de leur benignité et misericorde envers les pauvres. Il y a également un monastère carmélite « de l'observance », un monastère carmélite de Sainte Thérèse, un collège jésuite, un monastère du Saint-Sépulcre, un couvent franciscain, une église des Capucins, un grand prieuré de la Milice Chrétienne qui servit d'hôpital.
Catherine mourut dans son hôtel de Nevers, à Paris, en 1618, âgée de 33 ans. Elle fut enterrée dans la cathédrale de Nevers.